# Ted Jensen
Ted Jensen (* 1954) je americký hudební producent a zvukový inženýr. Je vedoucím masteringu ve studiu Sterling Sound v New Yorku. Zabývá se produkcí, masteringem a mixováním hudby různých interpretů z oblasti popu, rocku a také heavy metalu. Ted Jensen produkuje hudbu již od šedesátých let. V roce 2002 dělal mastering alba Come Away with Me zpěvačky Norah Jones, které získalo cenu Grammy v kategorii „Album roku“. Mimo jiné je také zodpovědný za mastering alba Death Magnetic skupiny Metallica. Kromě toho spolupracoval s takovými interprety jako Eagles, Bee Gees, AC/DC, Kiss, Billy Joel, Green Day, Eric Clapton, Foreigner, Theory of a Deadman, Apocalyptica, Slipknot, Nickelback, R.E.M., Muse, Alice in Chains a mnoha jinými.